# Parc des expositions d’Abidjan
Le Parc des expositions d’Abidjan, inauguré le 17 juillet 2023, est un édifice événementiel destiné aux expositions, salons et foires en Côte d'Ivoire. Il est situé à  Abidjan dans la commune de Port-Bouët et s’étend sur 16 hectares. Il est doté d’un bâtiment central(Convention Center) à la forme d’une grande Nef centrale, 5 000 places assises et 6 000 debout.

## Histoire
Le parc des expositions d’Abidjan est situé dans la capitale ivoirienne Abidjan à proximité de l'aéroport international d'Abidjan Félix Houphouët Boigny.
Sa construction débute officiellement le 11 février 2020, par le remblayage et le terrassement du site affecté au projet. La phase 1, bâtie sur 16 ha est livrée en 2023, après 3 ans,.
Le parc des expositions est inauguré par le vice-président Tiémoko Meyliet Koné, le lundi 17 juillet 2023, en présence du premier ministre Patrick Achi, de présidents d’Institutions, de membres du gouvernement.
Le coût du parc des expositions est évalué à plus de 75 milliards de Franc CFA,, soit 114 millions d’euros. Le complexe a été construit par le groupe PFO Africa, fondé par l’architecte ivoirien Pierre Fakhoury. Le Bureau national d'études techniques et de développement (BNETD) assure une mission d’assistance technique au maître d’ouvrage.
Ce projet est mis en œuvre et conduit par le Souleymane Diarrassouba, en sa qualité de ministre du commerce, de l’industrie et de la promotion des PME, afin de répondre à la nécessité de doter Côte d'Ivoire d’espaces pour de grands évènements d’envergure internationale.
Les caractéristiques de l'ouvrage font de ce parc des expositions le plus grand parc d’expositions d'Afrique de l'Ouest,.
En 2025, après 2 ans d'exploitations, le parcs des expositions a vu plus de 80 événements organisés en son sein.

## Description
Le Parc des expositions d’Abidjan est réalisé sur une superficie totale de 30 ha. La première phase est réalisée sur une superficie d’environ 16 ha, avec 3 bâtiments essentiels.
La phase 1 inaugurée en 2023, comprend un Convention Center (une salle polyvalente) d’une surface de 14 400 m² capable d’accueillir 11 000 personnes dont 5 000 assises et 6 000 debout, le grand Hall d’exposition 1 (Hall 1), d’une surface de 7 200 m² avec une capacité de 640 stands d’expositions et d'une Piazza d’une surface de 11 000 m² d’exposition à l’air libre et un bâtiment administratif, un parking semi couvert de 800 places et divers ouvrages extérieurs.
Les phases 2 et 3 de construction portent respectivement sur la réalisation d’un centre de conférence, salles de réunions, ainsi que des réceptifs hôteliers, des restaurants, des commerces(type Mall) et des espaces de loisirs et de 2 Halls identiques à celui de la phase 1.

### Convention Center
Le bâtiment central appelé Le ‘’Convention Center’’ a la forme d’une grande nef centrale, développant environ 9 000 m² sous 35 mètres de haut. La toiture, largement débordante, projette un carré de 137 mètres de côté. Destiné à un usage polyvalent, il possède des gradins rétractables permettant d’accueillir des conférences internationales, des salons (agriculture, automobile, jeunesse, tourisme…), des expositions commerciales, des concerts, des fêtes, des banquets, des manifestations politiques et des cérémonies de toutes sortes ,.
Il est équipé d’un écran LED de 250 mètres carrés et de 350 luminaires et des fauteuils en cuir pliable. Le Convention Center dispose d’un système de climatisation centrale à eau glacée (3 groupes froids + 1 en redondance), des locaux techniques avec une galerie en-dessous où les canalisations en acier galvanisé viennent alimenter les appareils, une grande salle de conférence, un auditorium, avec des gradins métalliques rétractables.

## Principaux événements organisés
- Salon de L'Intelligence Artificielle, de la Défense et de l'Espace 2025